# Hans Berry
Hans Berry  (* 20. September 1906 in Pankow; † 7. Oktober 1984 in Berlin) war ein deutscher Jazz-Musiker (Trompete, Violine, Klavier) und Komponist.

## Leben
Berry wuchs in einer musikalischen Familie auf; zu seinen Paten gehörten der Musiker, Dirigent und Musikkritiker Paul Bekker, der ein (angeheirateter) Onkel war, und die Sängerin Margarete Jäger, eine Stieftante. Er erhielt in früher Kindheit Klavierunterricht bei seinen Eltern und von seiner älteren Schwester Ilse, außerdem ab dem zwölften Lebensjahr Violinunterricht. Er studierte u. a. an der Berliner Musikhochschule (Komposition bei Arnold Schönberg) und beim Solo-Trompeter der Berliner Philharmoniker, Paul Spörri. 1926 machte er erste Bekanntschaft mit Jazz, und von dieser Zeit an studierte er laufend die neuesten Schallplatten (zum Mit- und Nachspielen), namentlich von Louis Armstrong, Duke Ellington, Red Nichols and His Five Pennies, Joe Venuti, Frankie Trumbauer, Fletcher Henderson, Miff Mole, Jimmy Dorsey, Bix Beiderbecke und vielen anderen.

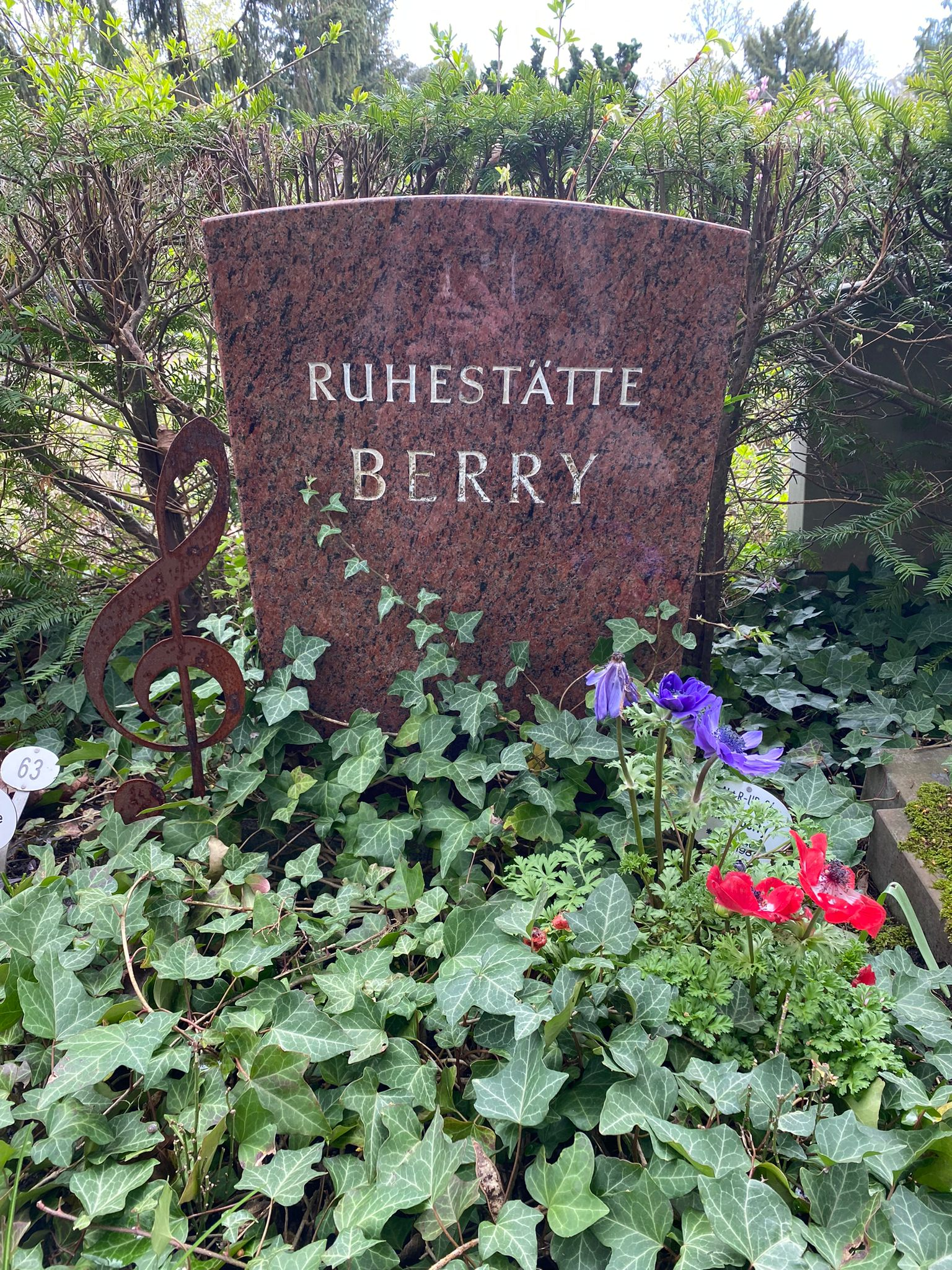
Grabstätte auf dem Friedhof Schmargendorf

Zunächst gründete er die eigene "Berry-Band" mit Hans Rettig, dann hatte er zahlreiche Engagements, darunter von 1929 bis 1931 bei den "Fabian's Jazz Syncopators", kurzzeitig auch mit den berühmten "Weintraubs Syncopators". Anschließend spielte Hans Berry z. B. mit Billy Bartholomew und Kurt Widmann. Noch 1934 würdigte ihn die Zeitschrift Der Artist als einen „unerhörten Hot-Trompeter“. Doch mit Schreiben der Reichsmusikkammer vom 19. August 1935 verlor Berry aufgrund der NS-Rassengesetze "mit sofortiger Wirkung das Recht zur weiteren Berufsausübung". Das bedeutete für ihn also nicht nur das sofortige Ende seines Engagements bei Widmann, sondern ein Berufsverbot in Deutschland. Er wurde in der Schweiz, später auch in den Niederlanden und Belgien aktiv und spielte bei Coleman Hawkins, Teddy Stauffer, den Lanigiros, Carlo Minari, Willie Lewis, Benny Carter, Bill Coleman, Ray Ventura, Gus Clark, Davie Bee, Fud Candrix, Jean Omer, Rex Stewart und im belgischen Quintette du Hot-Club.
Nachdem 1943 die deutsche Besatzungsmacht in Belgien entdeckte, dass er Deutscher ist, wurde er zur Wehrmacht eingezogen. Zuvor jammte er noch in Frankfurt mit Carlo Bohländer, Emil Mangelsdorff und Horst Lippmann. Bis Mitte Oktober 1945 war Berry in rumänischer Kriegsgefangenschaft. Nach seiner Entlassung spielte er ab November 1945 wieder bei Kurt Widmann. Ab 1948 gehörte Hans Berry 25 Jahre lang dem RIAS Tanzorchester an: bis 1954 als Trompeter, anschließend als Violinist.
Er verfasste zahlreiche eigene Kompositionen zwischen 1924 und ca. 1980 und nahm Schallplatten mit der Amiga Star Band (mit u. a. Helmut Zacharias, Erwin Lehn und Coco Schumann), den Lanigiros, Rex Stewart, Werner Müller, Kurt Widmann und Gus Clark auf.
Hans Berry galt als der „einzige Trompeter Deutschlands, der wirklich weiß, was Jazz ist und das auch in seinem Spiel auszudrücken vermag“ (Roman Lewandowski 1949) und als „der deutsche Spitzentrompeter nach 1930 bis heute“ (Horst H. Lange 1960).
Auf dem Friedhof Schmargendorf (Grablage R-UR-64) fand Hans Berry seine letzte Ruhestätte.